# ماده آهوان
ماده آهوان (فرانسوی: Les Biches‎) فیلمی درام به کارگردانی کلود شابرول است که در سال ۱۹۶۸ منتشر شد. این فیلم دربارهٔ یک مثلث عشقی پیچیده میان شخصیت‌های اصلی فیلم با بازی استفان اودران، ژاکلین ساسار و ژان-لویی ترنتینیان است. اودران بابت نقش‌آفرینی در این فیلم برندهٔ خرس نقره‌ای برای بهترین بازیگر زن در هجدهمین دورهٔ جشنواره بین‌المللی فیلم برلین شد. این فیلم اقتباسی آزاد از رمان آقای ریپلی بااستعداد (۱۹۵۵) اثر پاتریشا های‌اسمیت است.

## گزیدهٔ بازیگران
- ژان-لویی ترنتینیان
- ژاکلین ساسار
- استفان اودران
- دومینیک زاردی